# 瓦西里·瓦西里耶维奇·戈里津

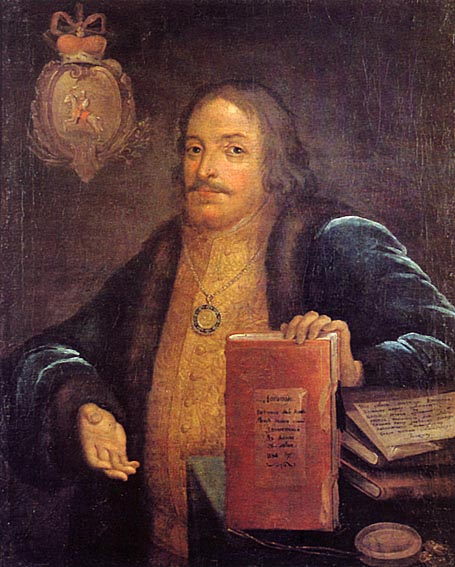
瓦西里·戈里津

瓦西里·瓦西里耶维奇·戈里津王子（俄语：Василий Васильевич Голицын，1643年—1714年4月21日），17世纪时期俄罗斯帝国贵族、政治家。他出生于戈里津家族，其主要政敌是其堂兄弟鲍里斯·阿列克谢耶维奇·戈里津。
戈里津王子早年生活在沙皇阿列克谢·米哈伊洛维奇的宫廷里，获得波雅尔的头衔。1676年被派往乌克兰，以维护俄罗斯在俄土战争中对克里米亚鞑靼人的统治。1682年莫斯科起义后，被任命为外交部长。在索菲娅公主担任摄政的时候，戈里津王子是索菲娅的情夫，把持着朝政大权。他是一个受到过非常高教育的人物，在内政事务上他鲜有政绩，但在外交事务上却很卓著，1686年对波兰立陶宛的永久和平条约，以及1689年对清朝的尼布楚条约，都是他拍板确定的。
1689年，彼得大帝与索菲娅发生冲突，彼得试图夺回大权，并得到瓦西里·戈里津的堂兄弟鲍里斯·阿列克谢耶维奇·戈里津的支持。瓦西里·戈里津则坚定地站在了索菲娅一边，最终失败，被剥夺波雅尔头衔和地产，先后流放到卡尔戈波雷、梅津和Kholmogorsky，最后在流放地逝世。

## 《鹿鼎记》中的戈里津
在金庸的《鹿鼎记》里，戈里津王子以“高里津总督”之名在第三十六回登场，他是罗刹国御姐苏菲亚（索菲娅公主）的情夫。